# Eukiefferiella tshernovskii
Eukiefferiella tshernovskii är en tvåvingeart som först beskrevs av Pankratova 1968.  Eukiefferiella tshernovskii ingår i släktet Eukiefferiella och familjen fjädermyggor. Inga underarter finns listade i Catalogue of Life.